# Ultrassonografia 3D

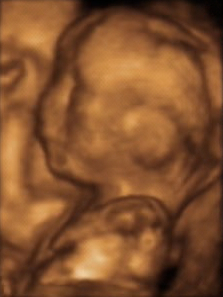
Ultrassonografia 3D de um feto humano com vinte semanas

A ultrassonografia 3D é uma técnica de ultrassom médico, frequentemente usada em aplicações fetais, cardíacas, transretais e intravasculares.
Ao gerar um volume 3D, os dados de ultrassom podem ser coletados de quatro maneiras comuns por um ultrassonografista. A mão livre, que envolve inclinar a sonda e capturar uma série de imagens de ultrassom e registrar a orientação do transdutor para cada fatia. Mecanicamente, onde a inclinação da sonda linear interna é controlada por um motor dentro da sonda. Usando uma endoprobe, que gera o volume inserindo uma sonda e, em seguida, removendo o transdutor de maneira controlada. A quarta tecnologia é o transdutor de matriz que usa o direcionamento do feixe para amostrar pontos em um volume em forma de pirâmide.

## Riscos
Os principais riscos associados ao ultrassom seriam o aquecimento potencial do tecido ou cavitação. Os mecanismos pelos quais o aquecimento e a cavitação dos tecidos são medidos são por meio dos padrões chamados de índice térmico (TI) e índice mecânico (MI). Mesmo que a Food and Drug Administration defina valores muito seguros para TI e MI máximos, ainda é recomendado evitar imagens de ultrassom desnecessárias.

## Aplicações

### Obstetrícia
O ultrassom 3D é útil, entre outras coisas, para facilitar a caracterização de alguns problemas congênitos, como anomalias esqueléticas e problemas cardíacos. Com o ultrassom 3D em tempo real, a frequência cardíaca fetal pode ser examinada em tempo real.

### Cardiologia
A aplicação do ultrassom tridimensional em tratamentos cardíacos tem feito um progresso notável na digitalização e no tratamento de problemas cardíacos. Quando a tecnologia de ultrassom 3D é usada para visualizar o estado cardíaco de um indivíduo, ela é chamada de ecocardiografia 3D.  Com a integração de outras tecnologias ao ultrassom é possível rastrear medidas quantitativas como o volume da câmara que ocorre durante o ciclo cardíaco. Além disso, fornece outras informações úteis, como rastreamento do fluxo sanguíneo, velocidade das contrações e expansões. Com o método de ecocardiografia 3D, os médicos podem detectar facilmente as doenças das artérias e examinar detalhadamente os vários defeitos. Os aplicativos de eco ajudam a dar uma imagem em tempo real das estruturas cardíacas.